# 양화대교

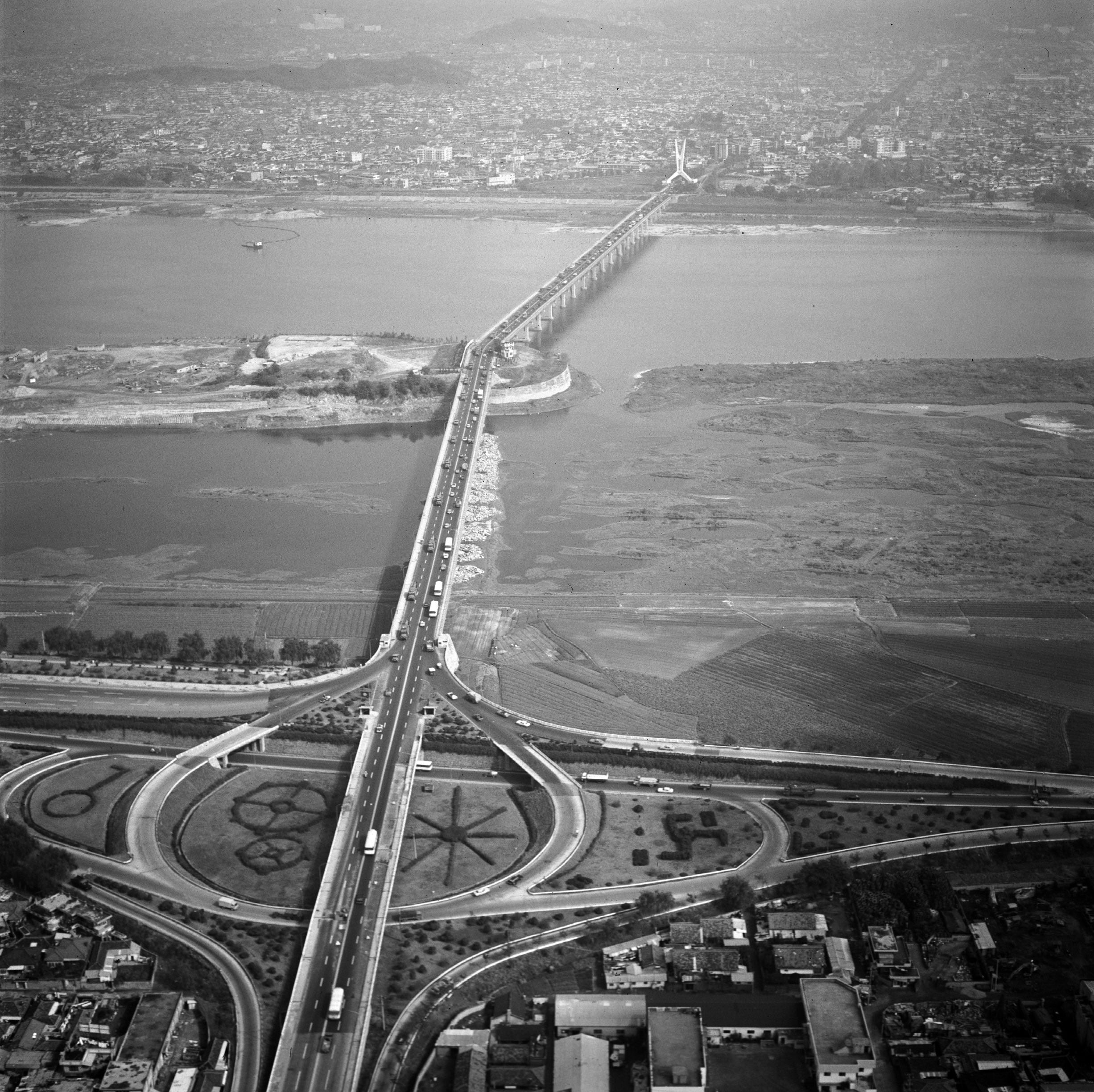
하늘에서 본 제2한강교(양화대교, 1976)

양화대교(楊花大橋)는 서울특별시 마포구 합정동과 영등포구 양평동을 연결하는 왕복 8차로의 한강 다리로, 제2한강교라고 불렸다. 국도 제6호선과 국도 제77호선의 일부분이기도 하다. 다리 중간에 있는 선유도공원 부분을 포함하면 다리의 총 길이는 약 1.14 km이다.

## 역사
제2한강교라는 이름으로 1962년 6월 20일 착공하여 1964년 10월 14일 오후 2시경 당해 년도 년말 완공을 앞두고 신축 공사 중 양평동 쪽 구간 일부가 날림 공사로 주저앉아 집 두채가 반파되었으나 인명피해는 없었고 계속 공사를 진행하여1965년 1월 25일 폭 18 m(차로 13.6 m, 보도 4.4 m) 왕복 4차로로 개통되었다. 교통량이 늘어나자, 1979년 1월 9일 구교(舊橋)의 동쪽에 신교(新橋)를 착공하여 1981년 12월 15일 4차로가 추가 개통되었다.
1984년 11월 13일 현재의 이름인 양화대교로 개칭하였다. 참고로, 양화대교라는 명칭은 과거 이 다리 인근에 있었던 양화진이라는 나루터에서 유래되었다. 1994년 성수대교 붕괴 사고 이후 교량 안전 점검에서 구교에서 심각한 문제가 발견되었고, 서강대교의 개통에 따라 1997년 5월 1일 구교의 통행을 전면 금지한 후 상판을 전부 철거하고 재공사를 하여 2000년 6월에 재개통하였다. 구교를 재개통하면서 같은 달 신교도 보강공사에 들어가 2002년 4월 1일 완전 재개통하였다.

### 교각 간격 확장 공사
이 다리는 2006년 7월 서울특별시장에 취임한 오세훈이 한강 르네상스 프로젝트를 추진하면서, 첫번째 임기 말인 2010년 2월부터 '교각 간격 확장 공사'(예상 공사비 415억 원)를 실시해 7년 10개월 만에 다시 교각의 철거·확장 등 대형 공사를 맞이하였다.
이 공사는 2010년 지방 선거 후 서울시장과 서울시의회의 대립으로 2차례 공사가 중단되었고, 2011년 10월 26일 보궐선거를 통해 후임 시장으로 당선된 박원순도 선거 기간 중에 공사의 중지를 요구하였다. 그러나, 서울시는 보궐선거 기간 중에도 공사를 계속 진행하여 박원순 취임 당시에 공정률이 85%에 이르렀다. 결국, 이 공사에는 총 490억 원이 투입되었고, 2012년 10월 14일 완공되었다.

## 대중문화
- 자이언티의 2014년 노래 〈양화대교〉는 이 다리를 건너는 부모와 자식의 이야기를 주제로 한다.

## 같이 보기
- 선유도공원
- 서강대교
- 양화나루와 잠두봉 유적
- Zion.T